# Michał Mniszek
Michał Mniszek z Bużenina herbu Poraj (zm. po 1780 roku) – starosta przestański w 1758 roku, regent grodzki przemyski w 1756 roku, dzierżawca stawiszyński w 1756 roku.
W 1762 roku był deputatem przemyskim na Trybunał Główny Koronny.  Poseł lwowski na niedoszły sejm 1756 roku i sejm 1758 roku. Był elektorem Stanisława Augusta Poniatowskiego w 1764 roku z województwa ruskiego.